# Mydas miocenicus
Mydas miocenicus is een vliegensoort uit de familie Mydidae. De wetenschappelijke naam van de soort is voor het eerst geldig gepubliceerd in 1913 door Cockerell.
De soort komt voor in de Verenigde Staten.